# Distrito de Dholpur
Dholpur (en hindi: धौलपुर) es un distrito de la India en el estado de Rajastán. Código ISO: IN.RJ.DH.
Comprende una superficie de 3084 km².
El centro administrativo es la ciudad de Dholpur.

## Demografía
Según censo 2011 contaba con una población total de 1207293 habitantes, de los cuales 552 949 eran mujeres y 654 344 varones.